# Григор'єва Олена Вікторівна
Олена Вікторівна Григор'єва (21 червня 1978 — Санкт-Петербург, 21 липня 2019) — російська антивоєнна активістка, колишня ультраправа націоналістка. Захищала права людини і права ЛГБТ в Росії. Була вбита 21 липня 2019 незабаром після того, як її особисті дані були опубліковані на сайті «Пила проти ЛГБТ».

## Біографія
Олена Григор'єва народилася 21 червня 1978 року у Великому Новгороді. Після закінчення школи вивчала техніку реставрації в Новгородському коледжі мистецтва ім. С. В. Рахманінова, отримала диплом про середньоспеціальну освіту 2001 року. Була одружена та народила доньку. Григор'єва мала постійні труднощі з працевлаштуванням через активну політичну діяльність, наприклад, відомий випадок, коли служба безпеки потенційного роботодавця з цієї причини відмовила Олені в влаштуванні на роботу з торгівлі сувенірною продукцією .

Початково була прихильницею ультраправих, нацистських поглядів, захоплювалася слов'янською і скандинавською міфологією, в новгородському середовищі націоналістів була відома як «Олена-Валькірія», набила татуювання матрьошки з автоматом і та руною Одал, яку використовували у Третьому Рейху, ходила на російські марші, очолювала 2016—2017 рр. осередки «Партії націоналістів» і «Артпідготовки» у рідному місті . Своє захоплення ідеями націоналізму пояснювала тим, що в юності багато читала літературу.
У моїх батьків [була] велика бібліотека, батько свого часу книгами займався, у нас вдома ще в 90-ті роки були на полицях Ніцше, Ільїн… Я на початку почала читати, замислюватися, а потім вже шукати людей, подібних до мене .
За даними інформаційного-аналітичного центру «Сова», Григор'єва брала участь в діяльності руху неонацистського спрямування «Слов'янська Сила — Північний Захід», представляла його в «Координаційній раді національних сил». Вона також залучалася до адміністративної відповідальності за демонстрацію нацистської символіки у мережі «ВКонтакті» і поширення музики, визнаної у РФ екстремістською, зокрема, в 2018 році провела три доби в спецприймальнику через публікацію в 2008 році у ВКонтакте пісні «Герої РВА» рок-гурту «Коловрат». У 2017 році була затримана після антикорупційного мітингу у Великому Новгороді .
Після того як Євромайдан, анексія Криму Росією і війна на Донбасі розкололи націоналістичну середу в Росії, Григор'єва, протестуючи проти проросійських ополченців на сході України, перейнялася антивоєнними поглядами і не знайшовши розуміння в ультраправому середовищі, почала відстоювати права і свободи людини, зайнялася ЛГБТ-активізмом і захистом прав меншин . Виступала проти військових дій Росії в Україні, проти підвищення пенсійного віку, проти податку на далекобійників «Платон», на підтримку сестер Хачатурян, брала участь у Групі допомоги затриманим, в акціях Стратегії-6 і Стратегії-18, в кампанії за звільнення Олега Сенцова, Марші матерів, ЛГБТ-акціях (День мовчання, Першотравень, Райдужний флешмоб), приєдналась до «Альянсу гетеросексуалів і ЛГБТ за рівноправність», демократичного руху «Солідарність» та інших протестних рухів. Олені надходили погрози від гомофобного діяча Тимура Булатова . На початку 2019 року зробила камінг-аут як бісексуалка і як людина, що живе з вірусом гепатиту С . 21 липня 2019 року був виявлено тіло Олени зі слідами удушення та 8 колотих поранень в спину.
Особиста інформація про неї з'явилася в липні 2019 року на сайті гомофобної групи під назвою «Пила проти ЛГБТ», оформленої за мотивами американського фільму жахів. Група закликає відстежувати і вбивати людей ЛГБТІК+ з опублікованого списку. Сайт заблокований в Росії, але в соціальних мережах циркулює новий список активістів ЛГБТІК+ .
Григор'єва неодноразово зверталася в поліцію у зв'язку з погрозами . Незадовго до смерті Григор'єва отримувала погрози і попросила одного друга подбати про її кішку, якщо з нею щось трапиться, згідно з відомостями адвоката Дінара Ідрисова .

## Вбивство
Олена Григор'єва була убита в ніч на 21 липня 2019 року . Її тіло знайшли біля будинку 11 корпус 2 по Пулковській вулиці у Санкт-Петербурзі. На думку криміналістів, Григор'євій завдали не менш восьми ножових поранень в спину і обличчя, після чого задушили. 25 липня слідство затримало підозрюваного — уродженця Киргизії Даврона Мухамедова, який спочатку пояснив свої нібито дії конфліктом на побутовому ґрунті, а потім дав свідчення проти іншої людини, 29-річного жителя Санкт-Петербурга, раніше судимого за зберігання наркотиків Олексія Волнянко. Надалі Мухамедова відпустили, Волнянко затримали; він потім підписав щиросерде зізнання. За даними слідства в ту ніч Волнянко, будучи в стані алкогольного сп'яніння зустрів на вулиці Григор'єву, так само нетверезу, і запропонував їй піти до нього випити. Провівши разом час в квартирі, вона «боляче зачепила» Волнянко, після чого він виставив її, а через якийсь час, побачивши у вікні як вона йде по вулиці, наздогнав її і продовжив з нею спілкування на лавці поруч зі згаданим будинком. Надалі почалася суперечка, в ході якої він зарізав Григор'єву.

## Реакція на вбивство
Подія знайшла певний розголос у російській пресі та телебаченні. Російська газета Lenta.ru включила активістку Олену Григор'єву в свій список головних втрат 2019 року.